# Михеев, Владимир Кузьмич
Влади́мир Кузьми́ч Михе́ев (12 ноября 1937, с. Луховка, Мордовская АССР — 24 декабря 2008, Харьков) — советский и украинский историк, археолог, доктор исторических наук (1986), проректор Харьковского государственного университета по учебно-воспитательной работе (1997—1999).

## Биография
В 1960 году окончил исторический факультет ХГУ. Параллельно с 1959 по 1965 годы — лаборант, старший лаборант археологического музея ХГУ. В 1964—1967 годах учился в аспирантуре при кафедре древней истории и археологии.

### Образовательная и научная деятельность
В 1965—1969 годах — преподаватель, а в 1969—1975 годах — старший преподаватель кафедры истории древнего мира и археологии. В 1975 году утвержден в звании доцента. С 1977 года — доцент кафедры историографии, источниковедения и археологии. В 1968 году защитил кандидатскую диссертацию «Основные ремесленные производства болгаро-аланского населения Подонья в VIII — X вв.» (ХГУ, научный руководитель — проф. Б. А. Шрамко). В 1986 году защитил докторскую диссертацию «Экономические и социальные отношения у населения салтово-маяцкой культуры Подонья-Приазовья (середина VIII — середина X вв.)» (Киев, Институт археологии АН УССР).
Преподавал общие курсы: основы археологии, основы этнографии, история древнего Рима, история первобытного общества; спецкурсы: «Методика археологических исследований», «Археология восточных славян», «Средневековая археология» и др., параллельно — в Славянском филиале ХГУ (Донецкая обл.), Харьковском институте культуры, Восточноукраинском филиале Международного Соломонова университета (Харьков).
Руководитель археологической экспедиции по исследованию памятников салтовской культуры.
Член Главной редколлегии «Свода памятников истории и культуры Украины», редколлегии «Вестника Харьковского университета» (серия «История»), «Болгарского ежегодника», ежегодника «Древности», журнала «Археология» Института археологии НАН Украины.
Главный редактор «Харьковского историографического сборника» и «Хазарского альманаха»; член редколлегии «Харьковского биографического словаря». В 1999 году избран академиком Всеукраинской академии исторических наук. Член специализированного совета Института археологии НАН Украины. Был членом специализированного совета исторического факультета ХГУ (1996—1999). В 1973—1974 годах стажировался в Софийском университете (Болгария). Несколько лет (с 1987 по 1991) был заместителем декана по научной работе. В 1997—1999 годах — проректор ХГУ по учебно-воспитательной работе. Член правления Межреспубликанской ассоциации болгаристов.
1995—2000 годы — директор Восточно-регионального отделения Центра памятниковедения НАН Украины и Украинского общества охраны памятников истории и культуры. В 1997 году избран в состав правления Международной унии археологов-славистов. С 1999 года параллельно работал в Восточноукраинском филиале Международного Соломонова университета (г. Харьков), где с 2000 возглавлял Научно-исследовательский центр хазароведения, а с 2002 года — кафедру истории.
Автор более 100 научных, научно-популярных и методических работ. Под научным руководством В. К. Михеева защищено 7 кандидатских диссертаций.
Умер 24 декабря 2008 года в Харькове.

## Основные работы
- Справочник по археологии Украины: Харьковская область (К., 1977, в соавторстве)
- Подонье в составе Хазарского каганата (Х., 1985).
- Археология железного века Восточной Европы (древние славяне) (Белгород, 1989, в соавторстве).
- Археологические памятники Белгородской области. Вып. 1,2,3 (Белгород, 1992, 1993, 1995, в соавторстве).
- Слобідська Україна : короткий історико-краєзнавчий довідник (К., 1994, в співавторстві).
- Археологія залізного віку Східної Європи (Х., 2000, у співавторстві).

## Награды и признание
- премия им. Героя Советского Союза К. Н. Курячего (1968)
- звание «Почётный краевед» Всеукраинского союза краеведов (1995)
- Республиканская премия им. Д. И. Яворницкого (1997) Всеукраинского союза краеведов (в составе коллектива кафедры)
- Заслуженный деятель науки и техники Украины (1997)
- областная стипендия им. В. Н. Каразина (1999)